# Frances Dana Barker Gage
Frances Dana Barker Gage (12 de octubre de 1808 - 10 de noviembre de 1884) fue una destacada reformista, feminista y abolicionista estadounidense. Trabajó estrechamente con Susan B. Anthony y Elizabeth Cady Stanton, junto con otros líderes de los primeros movimientos por los derechos de la mujer en los Estados Unidos. Fue una de las primeras en defender el derecho al voto de todos los ciudadanos sin distinción de raza o género y fue una defensora especialmente abierta de la concesión de la franquicia a las mujeres afroamericanas recién liberadas durante la Reconstrucción, junto con los hombres afroamericanos que habían sido esclavos.

## Primeros años y educación
Frances Dana Barker nació cerca de Marietta (Ohio), el 12 de octubre de 1808, hija de los granjeros Elizabeth Dana (1771-1835) y del coronel Joseph Barker (1765-1843); la casa de su familia todavía existe y ha sido designada como un sitio histórico. Frances fue la décima de once hijos. En 1788 los Barker dejaron New Hampshire y cruzaron los montes de Allegheny con Rufus Putnam, y estuvieron entre los primeros colonos del Territorio del Noroeste de los Estados Unidos. El 1 de enero de 1829 se casó con James L. Gage (1800-1863), un abogado abolicionista de McConnelsville (Ohio). Era un universalista y amigo del evangelista Stephen R. Smith. Los predicadores universalistas viajeros, como George Rogers y Nathaniel Stacy, se quedaban a menudo en la casa de Gage.

## Carrera

### Activismo
Gage escribió que su trabajo de sufragio femenino comenzó cuando tenía diez años, en 1818. Ayudó a su padre a hacer barriles y su trabajo fue tan bien ejecutado que su padre elogió su trabajo, pero luego lamentó su «accidente de género». Gage escribió que este fue un punto de inflexión para ella, el incidente sacó a relucir el odio a las limitaciones del sexo y sentó las bases de su posterior activismo.
Aunque Gage se inspiró a temprana edad, no comenzó su trabajo de activismo hasta después de 1848. En 1850, celebró una convención en McConnelsville (Ohio), a la que asistieron 70 personas. En la convención lucharon para que la raza y el género fueran eliminados de los requisitos para la ciudadanía estatal y los derechos de voto en la Constitución de Ohio. Su trabajo no tuvo éxito.
Fue una activista en el Movimiento por la Templanza contra la esclavitud y por los derechos de la mujer, y en 1851 presidió una convención sobre los derechos de la mujer en Akron (Ohio), en la que su discurso de apertura para presentar Sojourner Truth atrajo mucha atención. Doce años después, en 1863, Gage publicó su recuerdo del discurso, ¿Acaso no soy una mujer?. La versión de Gage difiere notablemente de los relatos de 1851, alargando el discurso de Truth, añadiendo el tan repetido estribillo de «¿No soy una mujer?», y plasmándolo en una imitación a lo «trovador» del discurso de los esclavos del sur, patrones de discurso que Sojourner Truth, habiendo crecido en Nueva York y hablando holandés, no poseía. A pesar de su dudosa historicidad y sus matices racistas, su versión se ha convertido en el texto y relato estándar de ese famoso discurso.
En 1853 se mudó a San Luis, Misuri, donde a menudo fue amenazada con violencia debido a sus opiniones antiesclavistas. Seis meses después de mudarse a St. Louis, fue elegida presidenta de la Convención Nacional de los Derechos de la Mujer en Cleveland en octubre. En 1857 visitó Cuba, Santo Tomás y Santo Domingo, y regresó para escribir y dar conferencias. El radicalismo de Gage tenía pocas salidas en un estado esclavista, como Missouri. Ella y su familia se mudaron a Columbus (Ohio), en 1860. La salud de James estaba decayendo y la familia había sobrevivido a tres misteriosos incendios, probablemente provocados por los puntos de vista abolicionistas de Frances.
En 1860, Gage se convirtió en editora del Departamento de Damas del Cultivador de Ohio, donde abogó por las feministas y los abolicionistas. También abogó por una ley de Ohio para que las mujeres casadas tuvieran los mismos derechos de propiedad que los hombres, pero no tuvo éxito.
Cuando comenzó la Guerra de Secesión fue empleada por la Comisión Sanitaria del Oeste; viajó por el río Misisipi para ayudar a los heridos en Vicksburg, Natchez (Misisipi) y Memphis. De 1863 a 1864 fue la superintendente, bajo el general Rufus Saxton, a cargo de la
Marine Corps Recruit Depot Parris Island, Carolina del Sur, un refugio para más de 500 esclavos liberados. Mientras estaba allí, conoció y se hizo amiga de la enfermera Clara Barton, que trabajaba cerca. Compararon su niñez y discutieron sobre el universalismo y literatura. Gage se unió a la Asociación Americana de Igualdad de Derechos en 1863 como escritora a sueldo.
Aunque en 1865 quedó lisiada cuando su carruaje se volcó en Galesburg (Illinois), continuó dando conferencias. Sus discursos cubrieron su «causa trinacional»: primero, la abolición; segundo, los derechos de la mujer; y tercero, la templanza. Los líderes y amigos de los derechos de la mujer como Elizabeth Cady Stanton, Susan B. Anthony, Amelia Bloomer, Lucy Stone y Antoinette Brown animaron a Gage a ser la emisaria de los derechos de la mujer en el Medio Oeste de los Estados Unidos. Su circuito de conferencias incluía Illinois, Indiana, Iowa, Massachusetts, Missouri, Nebraska, Nueva York, Ohio y Pennsilvania, Luisiana, Misisipi y Tennessee. En 1867 habló en el primer aniversario de la Asociación Americana de Igualdad de Derechos.

Cuando hagamos la votación, nos quedaremos ahí. Los hombres olvidarán decirnos que la política es degradante. Se inclinarán y respetarán de verdad a las mujeres a las que ahora les hablan con trivialidades; y las tontas adulaciones, los ojos brillantes, las mejillas sonrosadas, los dientes nacarados, los labios de rubí, las manos suaves y delicadas de refinamiento y belleza, no serán el peso de su canción; pero la fuerza, el poder, la energía, la fuerza, el intelecto y el nervio, que la femineidad de este país hará valer, y que se infundirá en todas las filas de la sociedad, debe hacer que todos sus hombres y mujeres sean más sabios y mejores.

## Publicaciones
Gage escribió libros y poemas infantiles, bajo el seudónimo de «Aunt Fanny». Sus libros incluyen Fanny at School, Fanny's Birthday, y Fanny's Journey. Escribió para The Ohio Cultivator y otras revistas regionales; se retrató a sí misma como una persona cálida y doméstica que ofrecía consejos y orientación a las amas de casa aisladas de Ohio. Escribió ensayos, cartas, poesía y novelas. Entre otras publicaciones a las que contribuyó se encuentran Western Literary Magazine, Independent de Nueva York, Missouri Democrat, The Ladies Repository de Cincinnati, Field Notes y The National Anti-Slavery Standard. Fue una de las primeras colaboradoras del Saturday Review, y publicó Poems (1867); Elsie Magoon, or the Old Still-House in the Hollow: A Tale of the Past: A Tale of the Past (1872); Steps Upward (1873); y Gertie's Sacrifice, or Glimpses of Two Lives (1869). A Hundred Years Hence fue un himno compuesto por Gage y cantado por primera vez en 1875.

La opresión y la guerra no se oirán más

Ni la sangre de un esclavo deja su huella en nuestra costa,

Las convenciones serán entonces un gasto inútil,

Porque todos tendremos libre sufragio, dentro de cien años.

## Renuncia al Universalismo
No practicó su religión toda su vida.

«Llegó un momento en que los universalistas se negaron a acompañarme como abolicionista, como defensora de los derechos de la mujer, como seria defensora de la Templanza», escribió a finales de su vida. «Entonces se me ocurrió que la muerte de Cristo como expiación por los pecadores no era verdad, pero había muerto por lo que creía que era la verdad. Luego vino la guerra, luego los problemas, luego la parálisis, y durante 14 años no he escuchado un sermón porque soy una lisiada demasiado grande. He leído mucho, he pensado mucho y siento que la vida es demasiado valiosa para darla a las doctrinas».

## Vida personal
Frances se casó con James L. Gage el día de Año Nuevo de 1829. A lo largo de sus 35 años de matrimonio, James apoyó el compromiso de Frances de ayudar a los demás. Criaron ocho hijos. Cuatro de sus hijos lucharon para el Ejército de la Unión durante la Guerra Civil Americana. En el otoño de 1862, Frances y su hija Mary viajaron a las Islas del Mar en Carolina del Sur para entrenar a ex-esclavos. En 1863, James Gage se enfermó gravemente y murió en Columbus (Ohio). Fue enterrado en el cementerio Woodland, McHenry, Illinois. Frances Gage sufrió un derrame cerebral debilitante en 1867. Murió en Greenwich, Connecticut el 10 de noviembre de 1884.